# Longitarsus bedeli
Longitarsus bedeli es una especie de insecto coleóptero de la familia Chrysomelidae. Fue descrita científicamente en 1887 por Uhagon.